# Bonconseil
Bonconseil, Bon Conseil of Station Sainte-Foy is een gehucht in de Franse gemeente Sainte-Foy-Tarentaise en een skidorp in het gelijknamige skigebied. Het ligt op de oostflank van het Isèredal, de Haute Tarentaise, zo'n 750 meter ten oosten van het lagergelegen La Thuile en 1750 meter ten noordoosten van het hoofddorp Sainte-Foy. Vanaf begin jaren 1980 werd Bonconseil, een van veel piepkleine gehuchten in de streek, uitgebouwd tot een middelgroot skidorp. Het dorp omvat zowel traditionele huizen als skichalets en -appartementen in Savoyaardse stijl. In Bonconseil en de omliggende gehuchten kunnen tot zo'n 6000 vakantiegangers overnachten (2021).

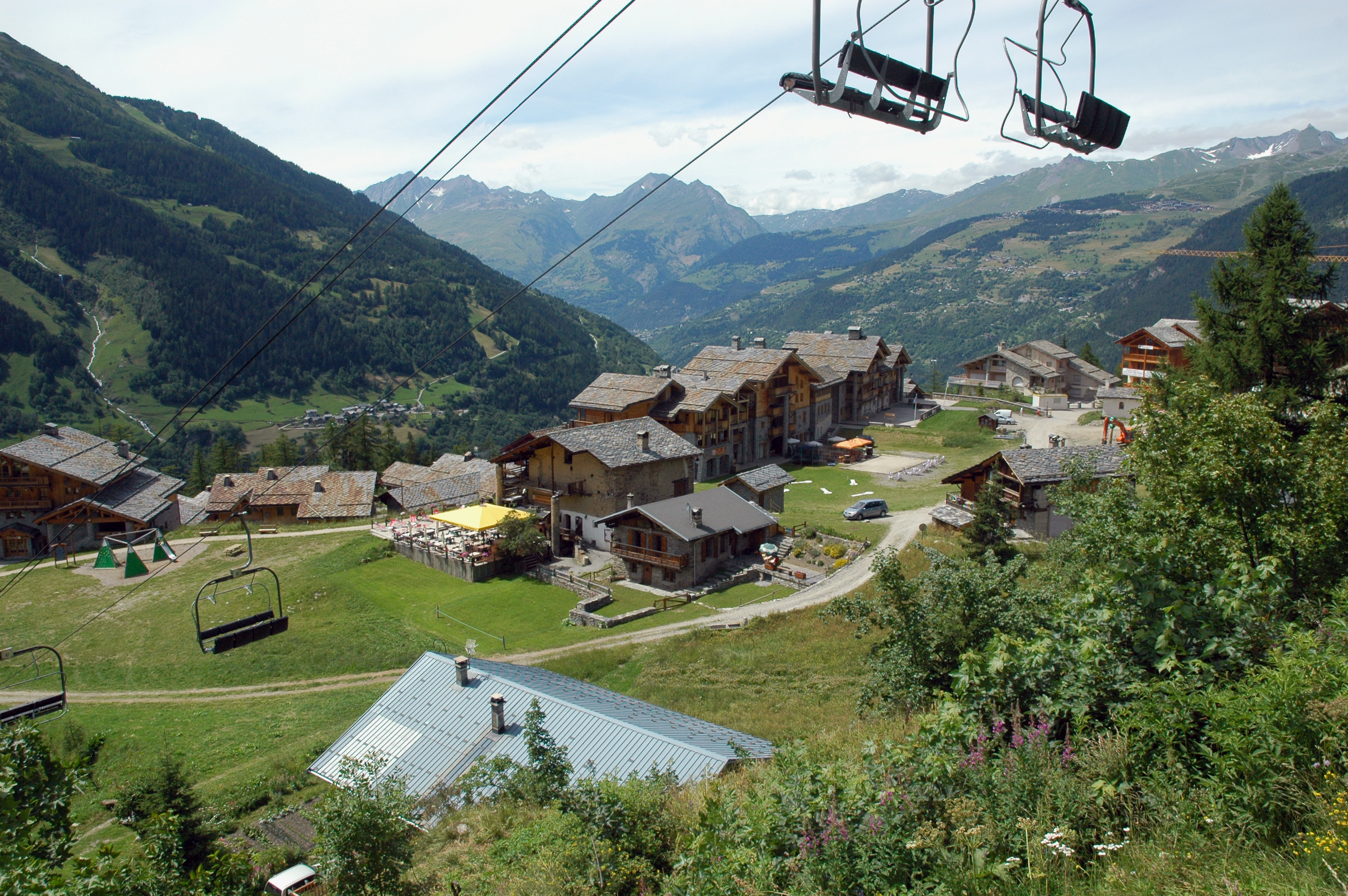
Zicht over een deel van het dorp
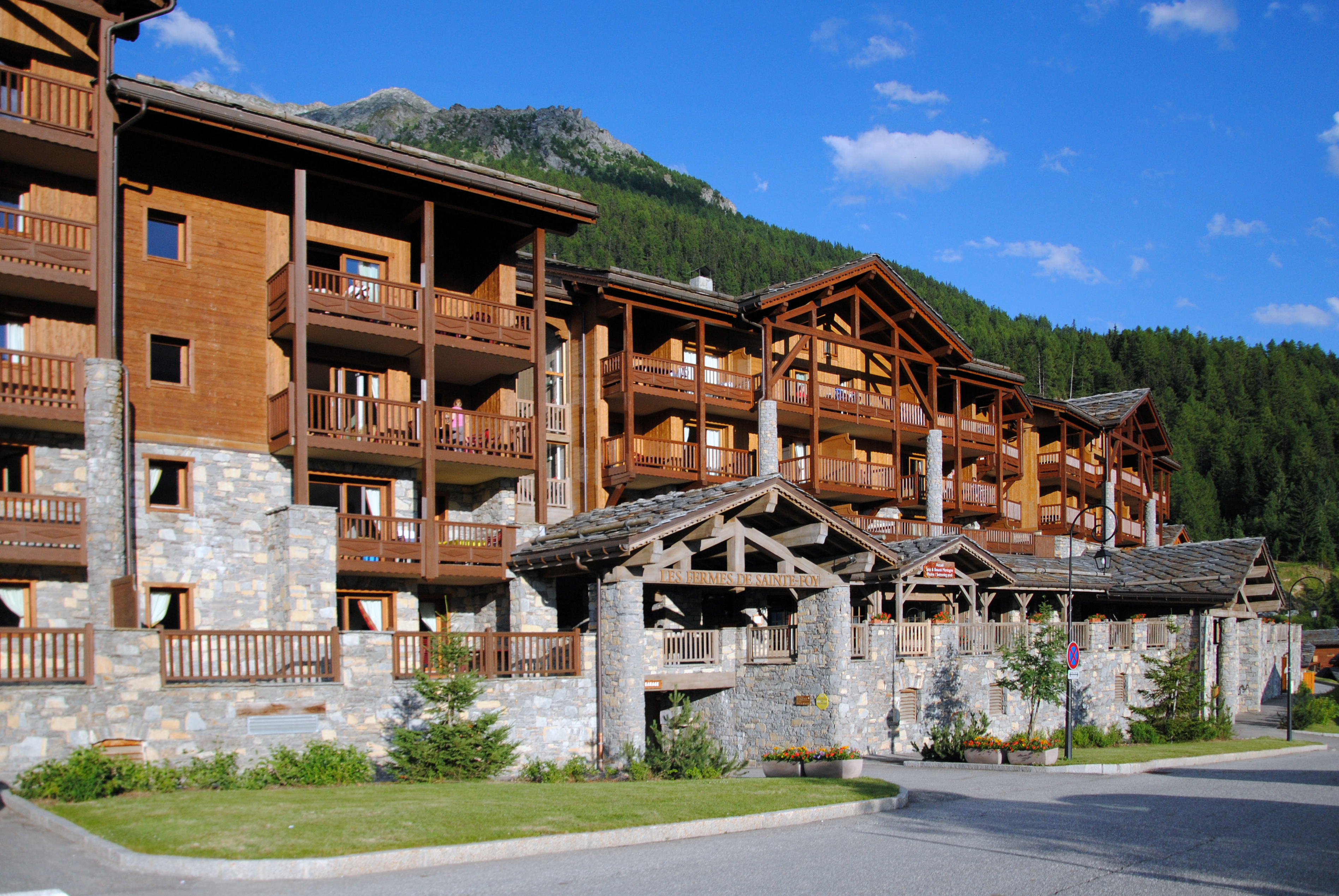
Toeristische residentie